# Objet circumprimaire
Une planète circumprimaire est, dans un système stellaire multiple abritant des planètes, une planète orbitant uniquement autour de l'étoile principale (l'étoile primaire, la plus massive) et pas autour des autres étoiles. Lorsque la planète se trouve en orbite autour de l'étoile secondaire du système (c'est-à-dire la moins massive dans le cas d'un système binaire d'étoiles), on parle de planète circumsecondaire. Au-delà on peut parler de planète circumtertiaire etc.
Les mêmes s'appliquent aux disques en orbite autour d'une étoile unique dans un système multiple : disque circumprimaire, disque circumsecondaire, de la même manière qu'on parle de disque circumbinaire et de disque circumternaire.
L'orbite des objets de ce type est dite de type S.
Ces planètes se distinguent des planètes « circummultiples» (planètes circumbinaires en orbite autour de deux étoiles en même temps, planètes circumternaires autour de trois étoiles en même temps, etc.) qui sont pour leur part en orbite autour plusieurs étoiles en même temps (le système pouvant comporter d'autres étoiles supplémentaires autour desquelles ces planètes n'orbitent pas).
Il est à noter que le nom de planète circumquaternaire serait à ce titre ambigu : il pourrait désigner aussi bien une planète en orbite autour de quatre étoiles en même temps (quaternaire est ici l'équivalent pour quatre unités de ternaire pour trois unités) qu'une planète autour de la quatrième composante d'un système stellaire (quaternaire étant alors l'équivalent pour quatre unités de tertiaire pour trois unités). Aucune planète dans l'un de ces cas n'est cependant aujourd'hui connue (voir néanmoins le cas particulier de PH1b, planète circumbinaire dans un système de quatre étoiles).
Évidemment, toute planète se trouvant dans un système planétaire ne comprenant qu'une seule étoile est forcément une planète circumprimaire.

## Exemple

### Planètes circumprimaires
- HD 189733 Ab

### Planètes circumsecondaires
- Alpha Centauri Bb (existence contestée en 2015[4],[5])

### Planètes circumtertiaires
- les planètes en orbite autour de Gliese 667 C.
- les planètes en orbite autour de Proxima Centauri (Alpha Centauri C).